# Possession (песня Сары Маклахлан)
«Possession» (с англ. — «Одержимость») — песня канадской певицы и автора песен Сары Маклахлан, ставшая первым синглом альбома Fumbling Towards Ecstasy. Первый релиз состоялся 10 сентября 1993 года звукозаписывающей компанией Nettwerk Records. Песня исполняется в альбоме дважды — первая звуковая дорожка и скрытая звуковая дорожка, представляющая собой соло на пианино.
Песня «Possession» передаёт настроение мужчины одержимого женщиной, и была написана Сарой Маклахлан под влиянием от двух отчаянных поклонников, которые у неё были в начале музыкальной карьеры.
«Possession» повторно была включена в 2008 году в состав альбома-сборника Closer: The Best of Sarah McLachlan, а сама певица исполнила свою песню в живую, а также в качестве альтернативной и ремиксовой версии.

## История написания
На написание песни Сару Маклахлан вдохновили два поклонника её творчества, одержимые идеей завязать тесные личные отношения с певицей в самом начале её музыкальной карьеры. Одним из них вероятно являлся житель Оттавы Уве Вандрей (англ. Uwe Vandrei), подавший в 1994 году судебный иск против певицы с заявлением, что она написала песню основываясь на содержании тех любовных писем, которые он ей посылал. Вандрей написал несколько любовных поэм и отправил их Маклахлан, хотя их содержание не имеет никакой прям связи со словами «Possession». Иск Вандрея не был рассмотрен по существу, поскольку он покончил жизнь самоубийством осенью 1994 года.
Три года спустя в интервью журналу Rolling Stone Маклахлан сказала: «И этот человек не был единственным парнем […] там было много писем от других, писавших о подобных же вещах […] Написание песни „Possession“ было очень целебным». Кроме того она отметила, что после выхода песни она перестала получать письма от поклонников преследовательского типа (англ. stalker-type fan), которые её боготворили.

## Видеоклипы

### Канадская версия
В оригинальной версии клипа Сара Маклахлан представлена в нескольких образах: облачённой в белое одеяние; праматери Евы; жены Потифара и других библейских аллюзий, отражающих суетность, обман, развращение и другие табу консервативного общества. Сама певица отмечала: «О, это так высокопарно, так напыщенно. Я пытаюсь развеять это показом множества женских архетипов, используя исторические картины „Рождение Венеры“, „Адам и Ева“, „Последний танец Саломеи“. Я хотела показать, что все женщины обладают этими архетипами. Я также сама застываю в воздухе и завёрнута в кисею, как будто моя личность и моя сексуальность скованы. На видео я расколдована неведомыми силами и я вышла в конце сильной и свободной, и — та да! — там я была самой собой. Да, это было довольно высокопарно […] и лейбл подсказал мне…». Клип был снят самой Маклахлан и её коллегами по группе.

### Американская версия
Клип для американского рынка был снят в 1994 году и включает оригинальную альбомную версию в исполнении певицы, которая выступает вместе со своей группой в помещении напоминающем собор. Режиссёром клипа выступила Джули Хермелин.

## Список композиций
Nettwerk / W2-6319 (Canada)
1. «Possession» (Version I)
2. «Possession» (Version II)
3. «Fear» (Jane’s Mix)

- Ремикс второй версии подготовил Джон Фрайер[англ.]; ремикс также стал часть сингла I Will Remember You[англ.].

Arista / 07822-12662-2 (US)
1. «Possession»
2. «Fear» (Jane’s Mix)
3. «Mary» (Early Version)
4. «Black» (Live at Harbourfront, Toronto), taken from Live EP[англ.]

## Другие версии
В дополнение к вошедшим в альбом Fumbling Towards Ecstasy, новая версия в живом исполнении Маклахлан стала частью альбома Mirrorball. Четвёртая версия, подготовленная в виде ремикса при участии группы Rabbit in the Moon, вошла в два отдельных альбома Маклахлан — Rarities, B-Sides and Other Stuff и Remixed.
В 2005 году Хаклахлан подготовила новую версию песни для iTunes в составе альбома iTunes Originals – Sarah McLachlan.

## Кавер-версии
Канадская рок-группа Evans Blue сделала кавер-версию песни для своего первого альбома The Melody and the Energetic Nature of Volume. Американская пост-гранж-группа Smile Empty Soul подготовила кавер для своего альбома B-Sides. Германская готическая рок-группа ASP сделал кавер для своего альбома EP Werben.

## В кино
Песня исполнялась в сериях «Victoria’s Secret parts 1 and 2» и «Letting Go» 1 сезона сериала «Строго на юг» с целью показать романтические отношения констебля Королевской канадской конной полиции Бентона Фрейзера и его возлюбленной — авантюристки Виктории Меткалф.